# Segis y Olivio, traperos de alivio
Segis y Olivio, traperos de alivio fue una serie de historietas española creada por Jaume Rovira para la revista "Mortadelo" de Editorial Bruguera en 1971.

## Trayectoria editorial
Aparte de en "Mortadelo", Segis y Olivio, traperos de alivio apareció en otras muchas revistas de la editorial, como "Súper Mortadelo", "Súper Pulgarcito", "Tío Vivo", etc.
Se han publicado un par de álbumes recopilatorios de la serie: El primero, por parte de Ediciones B dentro de la colección Olé! en los ochenta y el segundo, por Clásicos del humor RBA en 2009.
| Publicación        | Año de publicación | Editorial                           | Números          | Notas                                         |
| ------------------ | ------------------ | ----------------------------------- | ---------------- | --------------------------------------------- |
| Super Pulgarcito   | 1970               | Editorial Bruguera                  | Diversos números |                                               |
| Mortadelo          | 1972               | Editorial Bruguera                  | Diversos números |                                               |
| Mortadelo Especial | 1975               | Editorial Bruguera                  | Diversos números |                                               |
| Mortadelo          | 1984               | Editorial Bruguera                  | Diversos números |                                               |
| OLÉ!               | 1988               | Ediciones,B                         | V 4 323          | Título: Segis y Olivio Regreso de vacaciones. |
| Segis y Olivio     | 2009               | R.B.A. Promotora de Ediciones, S.A. | 35               | Colección: CLÁSICOS DEL HUMOR                 |

## Descripción
Como indica el título, el oficio de los protagonistas es el de traperos. Segis es el jefe y Olivio el aprendiz. El jefe es gordo, calvo, con bigote y malhumorado, y no duda en regañar a su resignado ayudante, acusándolo de gandul. Olivio es joven, rubio y delgado. Entre los dos protagonistas no faltan las trifulcas, ni las situaciones picarescas; a pesar de esto, su relación es de una cierta camaradería.
En su día a día, se enfrentan con situaciones surrealistas y fantásticas. En una de las historietas, Olivio encuentra una varita mágica, le pide deseos y ésta se los concede. (Mortadelo núm. 36 (1971))
Segis es un personaje desconfiado y calculador, aunque su afición a la poesía le da un cierto toque de ternura. Olivio es un personaje lleno de buenas intenciones y un poco despistado. En un principio su jefe lo somete a una gran presión laboral, pero con el tiempo esta relación se vuelve más de igual a igual. Ambos están siempre buscando la forma de hacerse la pascua el uno al otro.
Apenas salen personajes secundarios en la serie.

## Valoración
Para el investigador Antonio Guiral, Segis y Olivio, traperos de alivio muestra progresivamente un estilo personal, levemente burlesco, partiendo desde la Escuela Bruguera clásica y en especial de Vázquez.